# Gypsophila repens
Espèce
Classification phylogénétique
Gypsophila repens, la gypsophile rampante est une espèce de plantes herbacées de la famille des Caryophyllaceae.

## Description
Petite plante (haute de 10 à 20 cm), à tiges couchées, dont les rameaux florifères dressés portent des feuilles étroites, allongées. Les fleurs se disposent en grappes, les cinq pétales sont rosâtres en dedans, rose foncé en dehors, floraison de juin à septembre.

## Habitat
- Orophyte, la gypsophile rampante pousse parmi les rochers, dans les éboulis, les moraines jusqu'à 2 900 m.